# Oleșiv, Tlumaci
Oleșiv (în ucraineană Олешів) este localitatea de reședință a comunei Oleșiv din raionul Tlumaci, regiunea Ivano-Frankivsk, Ucraina.

## Demografie
Componența lingvistică a localității Oleșiv
     Ucraineană (99,84%)
     Alte limbi (0,16%)
Conform recensământului din 2001, majoritatea populației localității Oleșiv era vorbitoare de ucraineană (99,84%), existând în minoritate și vorbitori de alte limbi.